# Dodejte nám čerstvou krev
Dodejte nám čerstvou krev (v anglickém originále Up the Long Ladder) je v pořadí osmnáctá epizoda druhé sezóny seriálu Star Trek: Nová generace.

## Příběh
USS Enterprise D obdrží automatické tísňové volání z družic obíhajících lidskou kolonii na planetě Bringloid V, kterou ohrožují sluneční erupce z tamní hvězdy.
Kolonie byla založena posádkou SS Mariposa, nákladní lodí třídy DY-500, která odstartovala 27. listopadu 2123 ze Země z kosmodromu Bajkonur pod vedením Waltera Grangera.
Kolonisté, které nyní vede Ir Danilo O'Dell, jsou pokračovatelé jistého filozofa z počátku 22. století, který byl zastáncem návratu k předindustriálnímu zemědělskému životnímu stylu. Když se dostanou na Enterprise, jsou nejprve ohromeni technologiemi 24. století, ale rychle se přizpůsobí.
Po záchraně této kolonie O'Dell informuje kapitána Picarda, že existuje ještě jiná, také založená posádkou Mariposy. Po přeletu k další hvězdě o půl světelného roku dále ji skutečně naleznou. Potomek Waltera Grangera, ministerský předseda Wilson Granger, Enterprise rád vidí a zve je na návštěvu.
Tato kolonie je od předchozí velmi odlišná. Kolonisté si zde udrželi vyspělou technologii, ale po havárii lodi zbylo příliš málo přeživších na to, aby si udrželi stabilní genofond a jejich populace se mohla rozrůstat. Uchýlili se tedy ke klonování a začali striktně odmítat biologickou reprodukci, a následkem toho i jakékoliv projevy intimity. Po téměř tři století byl tedy každý nový kolonista klon jednoho z pěti přeživších. Nyní jsou však v nebezpečí, jelikož z důvodu neustálého klonování se nakumulovaly genetické vady. Vše zašlo až tak daleko, že všechny další klony by už nebyly životaschopné.
Žádají tedy od posádky Enterprise vzorek jejich DNA, aby mohli tvořit nové klony. Požadavek je odmítnut, a kolonisté tedy unesou komandéra Rikera a doktorku Pulaskou, aby následně ukradli jejich DNA. Když Riker a Pulaská zjistí, co se stalo, přesunou se do laboratoří kolonie a nové klony zničí.
Znepokojený Wildon Granger se znovu obrací na Picarda a jeho posádku. Doktorka Pulaská řekne, že musí přestat s klonováním a že potřebují nové jedince, kteří jim zajistí nutný genofond. Jeho ideálním zdrojem by pak byli kolonisté z předchozí zemědělské kolonie.
Po rozhovoru s Picardem, Pulaskou a Rikerem souhlasí příslušníci obou kolonií s integrací. Avšak aby došlo k rychlému vývoji zdravé nové populace, musí se na čas vzdát monogamních svazků. Z důvodu genetických limitů druhé kolonie doktorka Pulaská navrhne, aby každá žena měla tři muže a každý muž tři ženy.